# Sup indický
Sup indický (Gyps indicus) je pták z čeledi jestřábovitých žijící v Indii, blízký příbuzný supa bělohlavého.
Je 80–103 centimetrů dlouhý a má rozpětí křídel od 1,96 do 2,38 metru. Váží 5,5 až 6,3 kilogramu a živí se převážně mrchožravě.

## Kritické ohrožení
V poslední době se populace supa indického dramaticky snížila. Důvodem je zřejmě otrava diclofenacem, což je nesteroidní antiflogistikum podávané pracovním zvířatům, které tlumí bolesti kloubů a tak jim umožňuje pracovat déle. Maso uhynulého dobytka pak jí supi, kterým způsobuje selhání ledvin. Již v březnu 2005 oznámila indická vláda, že diclofenac zakáže, nicméně v dubnu 2011, kdy byl zákaz v platnosti už rok, se stále ještě diclofenac používal. Existuje přitom přijatelná náhrada, která supům neškodí, meloxicam.